# Hingoli (Distrikt)
Der Distrikt Hingoli (Marathi: हिंगोली जिल्हा) ist einer von 35 Distrikten des Staates Maharashtra in Indien. Er hat etwa 1,2 Millionen Einwohner. Die Stadt Hingoli ist Verwaltungssitz des Distrikts.

## Geschichte
Von vorchristlicher Zeit bis ins Jahr 1345 wurde das Gebiet – wie die ganze Region – von diversen buddhistischen und hinduistischen Herrschern regiert. Der erste namentlich bekannte Staat war das Maurya-Reich, die letzte nichtmuslimische Dynastie waren die Yadava oder Seuna. Nach jahrzehntelangen Tributzahlungen an muslimische Regenten im Norden Indiens erfolgte 1345 die Besetzung durch muslimische Soldaten. Danach herrschten bis ins Jahr 1724 verschiedene muslimische Dynastien (Sultanat von Delhi, Bahmani, Dekkan-Sultanate und das Mogulreich). Von 1724 bis 1956 stand das Gebiet unter der Herrschaft des Nizam von Hyderabad und gehörte zum Fürstenstaat Hyderabad bzw. zum Bundesstaat Hyderabad (1948–1956). Im Jahre 1956 wurde dieser indische Bundesstaat geteilt und das Gebiet kam zum Bundesstaat Bombay. Auch dieser Bundesstaat wurde 1960 aufgelöst und der Distrikt Parbhani ein Teil von Maharashtra. Am 1. Mai 1999 wurde der bisherige Tehsil Hingoli ausgegliedert und ein eigener Distrikt.

## Bevölkerung
Offizielle Bevölkerungsstatistiken werden erst seit 1991 geführt und regelmäßig veröffentlicht.
| Jahr      | 1991    | 2001    | 2011      |
| Einwohner | 823.931 | 987.160 | 1.177.345 |

Die städtische Bevölkerung macht nur ca. 15 % der Gesamtbevölkerung aus. Knapp 73 % der Bevölkerung sind Hindus, ca. 15 % bekennen sich zum Buddhismus und knapp 11 % sind Moslems; der Rest entfällt auf Sikhs, Jains, Christen und andere. Der männliche Bevölkerungsanteil ist ca. 7 % höher als der weibliche.

### Bedeutende Orte
Einwohnerstärkste Ortschaft des Distrikts ist der Hauptort Hingoli. Weitere bedeutende Städte mit einer Einwohnerschaft von mehr als 20.000 Menschen sind Basmath und Kalamnuri.